# Juan Rosas
Juan Rosas fue un baqueano uruguayo que luchó contra la dominación de su patria por el Imperio del Brasil y en las guerras civiles de su país.

## Biografía
Juan Rosas, conocido como el gaucho "Rubio Negro", nació a fines del siglo XVIII en la Banda Oriental, hijo de José Pedro Rosas, baquiano de José Artigas en sus épocas de blandengue.
Rosas quedó huérfano muy joven aún pero siguió el oficio de su padre en el que pronto destacó. 
Fue uno de los llamados Treinta y Tres Orientales que iniciaron la Cruzada Libertadora de 1825 contra el invasor brasilero, constando en la lista confeccionada por Pablo Zufriategui, jefe del Estado Mayor.

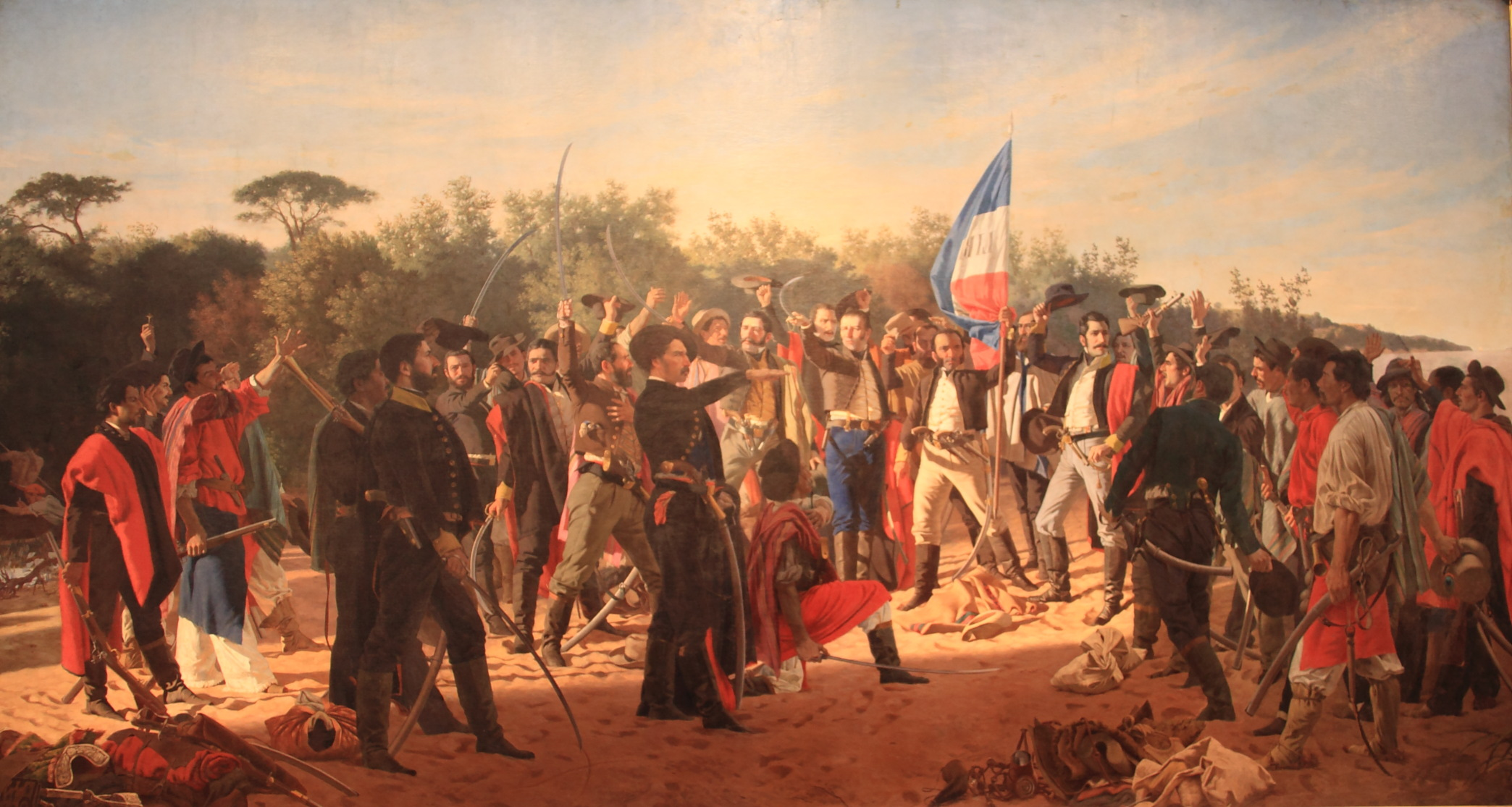
El Juramento de los Treinta y Tres Orientales, óleo de Juan Manuel Blanes.

Iniciada la Guerra del Brasil entre la República Argentina y el Imperio del Brasil, Rosas se incorporó a las milicias republicanas y en 1827 le fue reconocido el grado de sargento de milicias. Finalizada la guerra, en 1829 se reintegró al ejército como soldado del 9.º Regimiento.
Durante el Sitio Grande (1843-1851) luchó al comienzo con las fuerzas del Partido Colorado en defensa de Montevideo, pero el 30 de noviembre de 1844 se pasó al ejército del general Manuel Oribe.
Actuó como baqueano de las fuerzas al mando de Dionisio Coronel contra Fructuoso Rivera, quien dijo de él que "Rubio o Negro, vivo o muerto, tengo que agarrarlo".
Se retiró a Cerro Largo. Ya anciano, en una ocasión en que una comisión de ayuda a los sobrevivientes de la lucha por la independencia se acercó para darle dinero por caridad, los ahuyentó a balazos.
Falleció en el Paso del Dragón del Tacuarí, Cerro Largo, el 30 de marzo de 1902, con más de cien años de edad, último sobreviviente de los 33 Orientales. Sus cenizas están en la plaza 19 de Abril de Treinta y Tres (Uruguay).
Juan Rosas fue el padre de Plácido Rosas, caudillo de Cerro Largo.
En el cuadro de Juan Manuel Blanes sobre el Desembarco de los 33 Orientales, aparece al fondo, el cuarto desde la izquierda, con bota de potro, una cruz y un rosario.